# Cyclopinoides bisetosa
Cyclopinoides bisetosa is een eenoogkreeftjessoort uit de familie van de Smirnovipinidae. De wetenschappelijke naam van de soort is voor het eerst geldig gepubliceerd in 1926 door Grandori.